# Ранжерс
«Ра́нжерс» (исп. Construcción Buiques Futbol Club Rànger's, в русскоязычных СМИ ошибочно используется название «Рейнджерс») — андоррский футбольный клуб из города Андорра-ла-Велья, выступает во втором дивизионе Андорры. Входит в ассоциацию европейских клубов. Домашние матчи проводит на стадионах Федерации футбола Андорры.

## История
Клуб основан в 1981 году. В высшем дивизионе Андорры клуб дебютировал в сезоне 2001/02. В сезоне 2003/04 команда завоевала бронзовые медали чемпионата Андорры. В следующем сезоне «Ранжерс» завоевал серебряные медали, уступив только «Сан-Жулиа». С 2004 года по 2006 год команда называлась Pizzeria Venècia Rànger’s из спонсирования клуба. В 2005 году команда выступала в Кубке Интертото и по сумме двух встреч уступила австрийскому «Штурму» (1:6).
В сезоне 2005/06 клуб впервые выиграл чемпионат Андорры. В 2006 году «Ранжерс» выиграл Суперкубок Андорры, в финале в дополнительное время обыграв «Санта-Колому» (4:3). В этом же году команда играла в квалификации Кубка УЕФА, Ранжерс опять проиграл по сумме двух матчей боснийскому «Сараево» (0:5). В сезоне 2006/2007 команда снова выиграла чемпионат Андорры. В 2007 году клуб выступал в квалификации Лиги чемпионов. Тогда «Ранжерс» проиграл молдавскому «Шерифу» (0:5, по сумме двух матчей). В сезоне 2008/09 команда заняла последнее место в Примера Дивизио и покинула высший дивизион, после такого результата сайт УЕФА назвал «Ранжерс» сюрпризом этого сезона в Андорре.
В сезоне 2010/11 команда заняла 2 место в Сегона Дивизио. А так как «Лузитанс Б» не имел права на повышение классе, «Ранжерс» получил путёвку в Примера Дивизио. Однако по окончании сезона 2011/12 клуб снова вылетел во второй дивизион с последнего места, пропустив при этом 111 мячей, и одержав лишь одну победу.

## Стадион

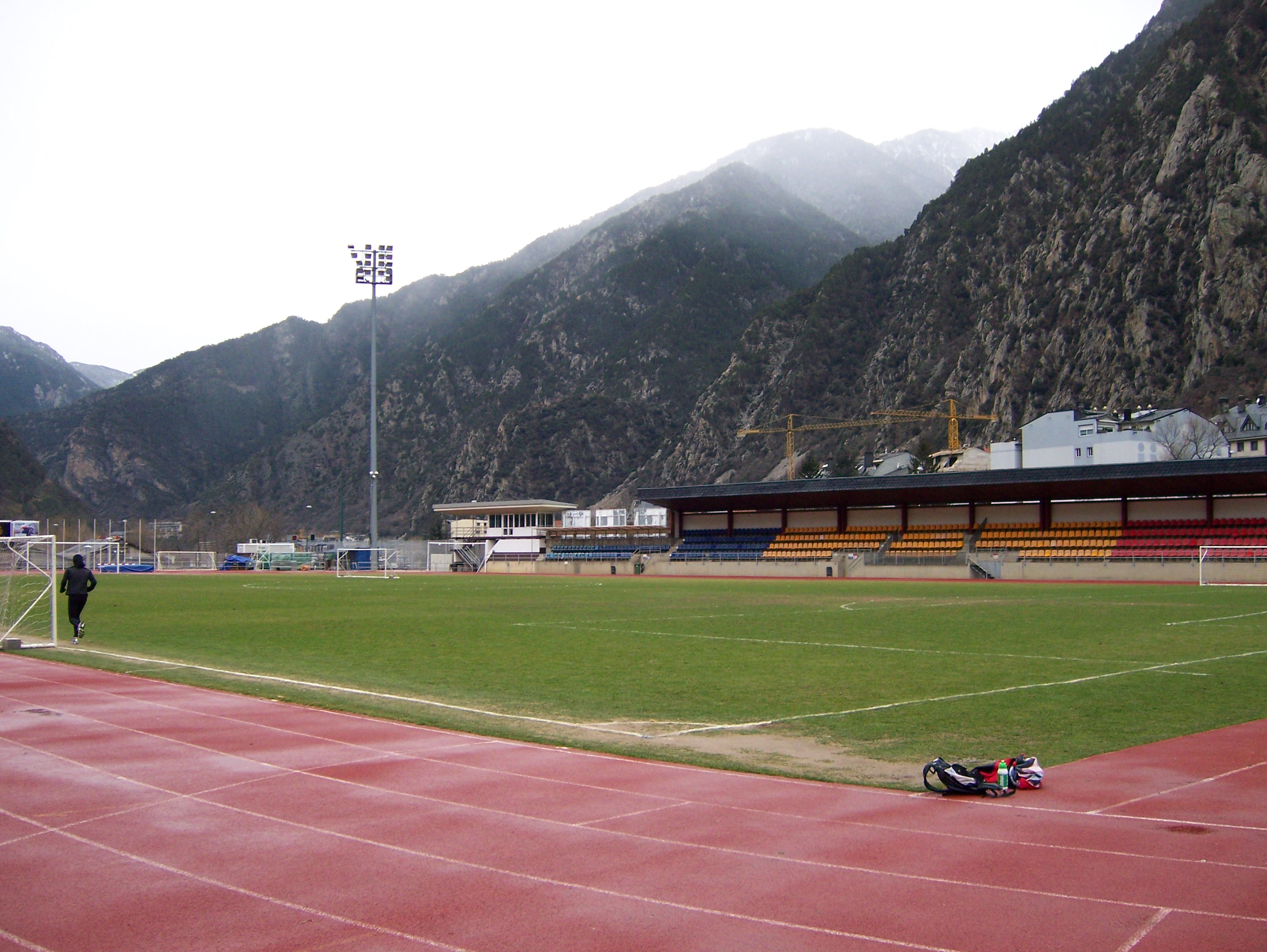
Стадион «Комуналь д’Айшовалль»

Футбольная федерация Андорры проводит матчи Примера Дивизио и Сегона Дивизио, на стадионах которые принадлежат местной федерации. Также федерация распределяет стадионы и поля для тренировок для каждой команды. Стадион «Комуналь д’Айшовалль» расположен на юге Андорры в Сан-Жулиа-де-Лория и вмещает 899 зрителей. Иногда матчи проводятся в приграничном с Андоррой испанском городе Алас-и-Серк, на стадионе «Сентре Эспортиу д'Алас», вмещающем 1500 человек или на тренировочном поле в Ордино.

## Достижения
- Чемпион Андорры (2): 2005/06, 2006/07
- Серебряный призёр чемпионата Андорры (1): 2004/05
- Бронзовый призёр чемпионата Андорры (2): 2003/04, 2007/08
- Финалист Кубка Андорры (1): 2006
- Обладатель Суперкубка Андорры (1): 2006
- Победитель Сегона Дивизио (1): 2000/01
- Серебряный призёр Сегона Дивизио (1): 2010/11
- Бронзовый призёр Сегона Дивизио (1): 2013/14, 2014/15

## Главные тренеры
- Висенте Маркес (2005—2006)
- Хесус Лусендо (2006—?)
- Жоаким Зурдо

## Статистика

### Внутренние первенства
| Сезон   | Дивизион        | Место в чемпионате | И  | В  | Н | П  | ГЗ | ГП  | О  | Кубок Андорры | Суперкубок Андорры | Примечание |
| ------- | --------------- | ------------------ | -- | -- | - | -- | -- | --- | -- | ------------- | ------------------ | ---------- |
| 1999/00 | Сегона Дивизио  | 4                  |    |    |   |    |    |     |    | 1/8 финала    |                    |            |
| 2000/01 | Сегона Дивизио  | 1                  | 6  | 3  | 2 | 1  | 12 | 5   | 22 | Полуфинал     |                    | Повышение  |
| 2001/02 | Примера Дивизио | 4                  | 20 | 6  | 5 | 9  | 28 | 36  | 23 | 1/4 финала    |                    |            |
| 2002/03 | Примера Дивизио | 7                  | 22 | 9  | 3 | 10 | 54 | 51  | 30 | 1/8 финала    |                    |            |
| 2003/04 | Примера Дивизио | 3                  | 20 | 10 | 4 | 6  | 34 | 17  | 34 | Полуфинал     |                    |            |
| 2004/05 | Примера Дивизио | 2                  | 20 | 17 | 0 | 3  | 59 | 15  | 51 | Полуфинал     |                    |            |
| 2005/06 | Примера Дивизио | 1                  | 20 | 16 | 3 | 1  | 73 | 12  | 51 | Финалист      | Победитель         |            |
| 2006/07 | Примера Дивизио | 1                  | 20 | 17 | 2 | 1  | 60 | 11  | 53 | Полуфинал     | Финалист           |            |
| 2007/08 | Примера Дивизио | 3                  | 20 | 12 | 4 | 4  | 47 | 30  | 40 | Полуфинал     |                    |            |
| 2008/09 | Примера Дивизио | 8                  | 20 | 1  | 0 | 19 | 26 | 100 | 3  | 1/8 финала    |                    | Понижение  |
| 2009/10 | Сегона Дивизио  | 5                  | 14 | 5  | 3 | 6  | 28 | 22  | 18 | 1/16 финала   |                    |            |
| 2010/11 | Сегона Дивизио  | 2                  | 23 | 17 | 2 | 4  | 71 | 22  | 53 | 1/4 финала    |                    | Повышение  |
| 2011/12 | Примера Дивизио | 8                  | 20 | 1  | 1 | 18 | 16 | 111 | 4  | 1/4 финала    |                    | Понижение  |
| 2012/13 | Сегона Дивизио  | 9                  | 22 | 9  | 1 | 12 | 57 | 72  | 28 | 1/8 финала    |                    |            |
| 2013/14 | Сегона Дивизио  | 3                  | 20 | 11 | 1 | 8  | 61 | 40  | 34 | 1/8 финала    |                    |            |
| 2014/15 | Сегона Дивизио  | 3                  | 16 | 8  | 2 | 6  | 33 | 29  | 26 | 1/8 финала    |                    |            |

### Выступления в еврокубках
| Сезон   | Соревнования        | Раунд | Соперник | Счёт     |
| ------- | ------------------- | ----- | -------- | -------- |
| 2005    | Кубок Интертото     | 1р    | Штурм    | 0:5, 1:1 |
| 2006/07 | Кубок УЕФА          | 1р    | Сараево  | 0:3, 0:2 |
| 2007/08 | Лига чемпионов УЕФА | 1р    | Шериф    | 0:2, 0:3 |